# Meteor 1-1
De Meteor 1-1 (Russisch: Метеор-1 1) was de eerste volledig operationele Russische meteorologische satelliet. Deze kunstmaan werd gelanceerd aan het einde van de jaren zestig. Het was zijn taak om gegevens te verzamelen voor de Sovjet meteorologische dienst.
In tegenstelling tot de V.S. kwam het gebruik van weersatellieten in de Sovjet-Unie slechts traag op gang. Dit wees op twee mogelijke oorzaken: technische problemen met de ontwikkeling hiervan of dit type kunstmaan kreeg slechts een lage prioriteit bij de verdeling van de beschikbare financiële middelen.

## Voorlopers vanMeteor
De Sovjet-Unie lanceerde met de regelmaat van de klok ruimtevaartuigen in de (zeer uitgebreide) Kosmosserie. Deze omvatte vele types satellieten van verschillende aard. Groot voordeel voor de Russen vormde hun geslotenheid in die dagen; wat zij daarboven uitvoerden ging verder niemand wat aan, vooral niet als het hun kunstmanen met telelenzen uit de wat duurdere prijsklasse (spionage) betrof. Tot de eersten die de spits afbeten, behoorden Kosmos 4 uit 1962 en Kosmos 14 in 1963. Na diverse andere proefvluchten vloog in 1968 Kosmos 226 als laatste proefmodel het heelal tegemoet.

## Opbouw
Deze cilindervormige satelliet had een hoogte van 5 meter, een diameter van 1,5 m en een gewicht van 1400 kg. Na de geslaagde proefvlucht van Kosmos 122 beschikten de Sovjets over een dubbel oriëntatiesysteem. Het ene hield de twee zonnepanelen strak op de zon gericht zodat deze een maximale hoeveelheid energie opwekten. Het andere, bestaande uit een drieassig systeem met vliegwielen, zorgde ervoor dat het cilindrische middenlichaam op de Aarde bleef gericht. Het vaartuig beschikte over twee vidiconcamera's voor het maken van opnames aan de dagzijde. Een infrarood radiometer met hoge resolutie verrichtte metingen over zowel dag- als nachtzijde van de Aarde. Verder mat een ander instrument in zichtbaar en infrarood licht de van de Aarde afkomstige straling.
Meteor 1-1 bestudeerde de verdeling van het wolkendek, weersystemen, de aanwezigheid van sneeuw en ijs en de teruggekaatste en uitgezonden straling door de dampkring. De wetenschappelijke apparatuur bevond zich onderaan de kant van het toestel dat naar het aardoppervlak wees, aan de andere zijde van de cilinder waren de zonnesensors bevestigd.

## Communicatie
Voor communicatie was het toestel uitgerust met onder andere een schotelantenne. Meteor 1-1 onderhield contact met drie grondstations gesitueerd in Moskou, Novosibirsk en Vladivostok. Indien de kunstmaan zich binnen het bereik van een dezer grondstations bevond, zond het de gewenste gegevens direct omlaag; buiten bereik van een grondstation sloeg het de opnames en verdere gegevens op om op een later tijdstip over te seinen.

## Vluchtverloop
De Meteor 1-1 werd gelanceerd op 26 maart 1969 met behulp van een SS-6 Sapwood draagraket vanaf Plesetsk. De kunstmaan kwam in een cirkelvormige baan met een hoogste punt van 687 km en een laagste punt van 633 km. De inclinatie bedroeg 81,2° bij een excentriciteit van 0,00383. De benodigde tijd voor één omwenteling om de Aarde bedroeg 97,96 minuten. De weerkundige gegevens zonden de grondstations na verwerking door naar het Hydrometeorologisch Centrum in Moskou, die deze analyseerde en gebruikte voor het opstellen van de weersverwachting. Bepaalde gegevens deelde men met andere meteorologische instituten elders in het buitenland.
Meteor 1-1 zorgde samen met zijn opvolgers voor tijdige stormwaarschuwingen, smeltwatervoorspellingen (overstromingsgevaar) in bergachtig terrein en leverde tevens een waardevolle bijdrage aan het opzetten van irrigatieschema's in droge afgelegen streken. Russische schepen konden nu tevens vroegtijdig uitwijken voor slecht weer of pakijs op de noordelijke scheepvaartroutes; de financiële besparingen voor de U.S.S.R. bedroegen vele miljoenen roebels.
Deze eerste satelliet uit de serie-1 die resulteerde in het zeer uitgebreide Meteorprogramma bleef functioneren tot medio juli 1970. Exact 43 jaar na zijn lancering, op 26 maart 2012, verbrandde Meteor 1-1 gedeeltelijk tijdens zijn terugkeer in de atmosfeer. Delen van de satelliet stortten neer in Koningin Maudland op Antarctica, op 690 km van de Argentijnse poolbasis Belgrano II.